# Honnamana Kere

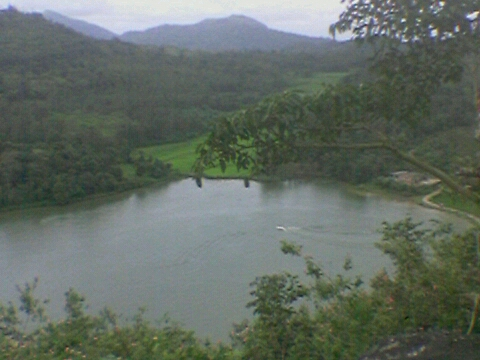
Vista panorámica de Honnamana Kere.

Honnamana Kere es un lago y lugar sagrado de la India, situado en Doddamalthe cerca del pueblo de Sulimalthe, a 6 km de la ciudad de Somwarpet, en el estado de Karnataka. El lago se encuentra rodeado de bellos paisajes incluyendo fincas de café y acantilados. 
Es el mayor lago del distrito de Coorg, y cada año se ofrece a la Diosa Honnamana, durante el festival Gowri,  una ofrenda especial de 'Bagina'. Miles de fieles llegan a este lugar sagrado ese día y ofrecen presentes a la Diosa Honnamana, seguido por la escalada del acantilado. 
Un nuevo templo fue construido hace varios años con el objetivo de mejorar el lugar y ofrecer mejores servicios a los visitantes, esto fue posible gracias a la ayuda financiera de las personas que viven en las aldeas vecinas.